# Schlotheimia pobeguinii
Schlotheimia pobeguinii är en bladmossart som beskrevs av Jean Édouard Gabriel Narcisse Paris och Brotherus 1908. Schlotheimia pobeguinii ingår i släktet Schlotheimia och familjen Orthotrichaceae. Inga underarter finns listade i Catalogue of Life.